# Ávila
Ávila de los Caballeros (La tinh: Abila và Óbila) là thủ phủ của tỉnh cùng tên, hiện là một phần của cộng đồng tự trị Castile và León, Tây Ban Nha (xem bản đồ). Đây là nơi sinh của Thánh Teresa của Ávila (1515-1582).

## Địa lý
Thành phố nằm ở độ cao 1.117 m trên mực nước biển, là thủ phủ tỉnh có cao độ lớn nhất tại Tây Ban Nha. Thành phố được xây trên đỉnh bằng phẳng của một ngọn đồi đá. Khí hậu ở đây có mùa đông dài và mùa hè ngắn.

## Thành phố kết nghĩa
Ávila là thành phố kết nghĩa với:
- Villeneuve-sur-Lot, Pháp
- Rueil-Malmaison, Pháp
- Teramo, Ý